# フレデリック・ヘンリー・ロイス

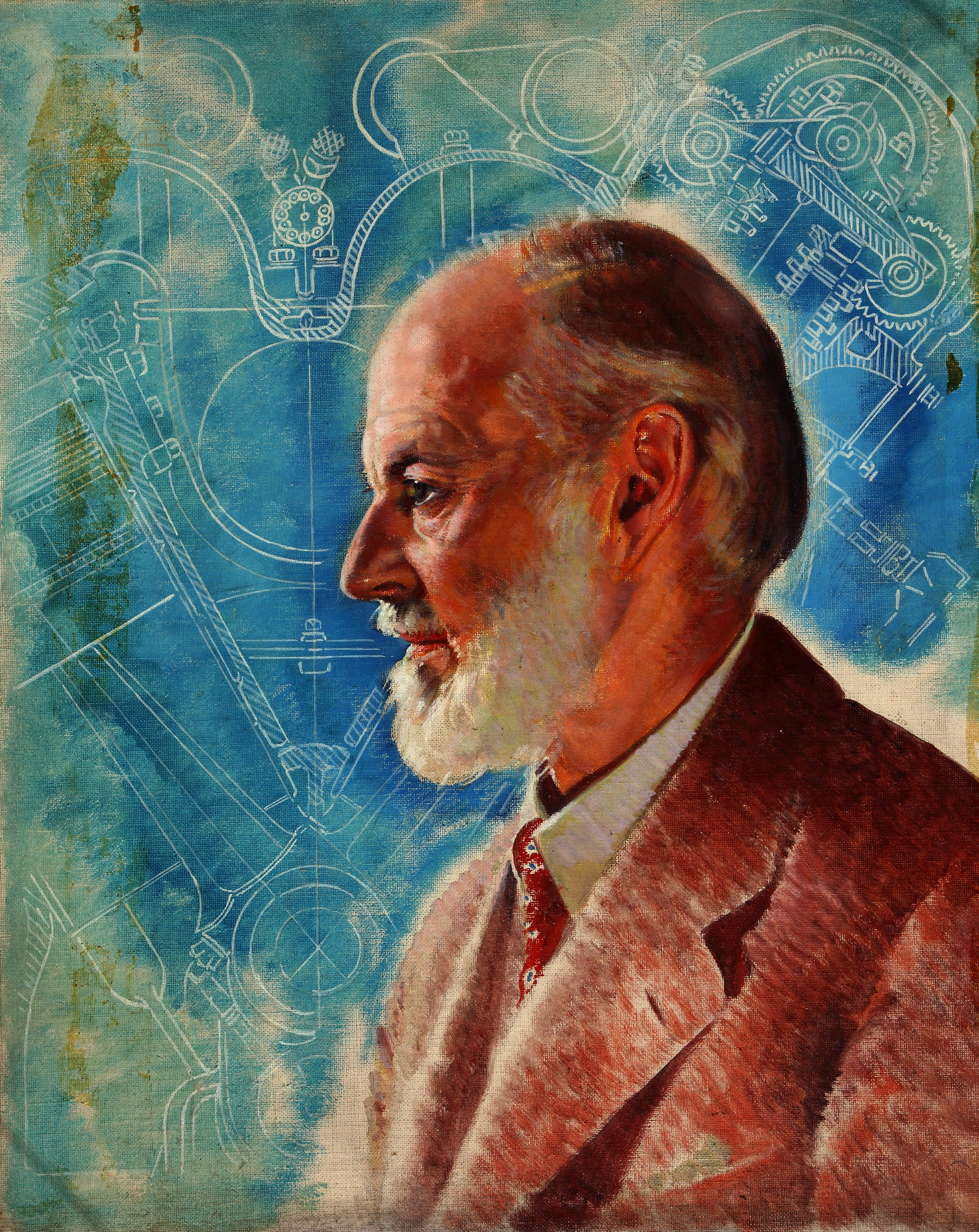
フレデリック・ヘンリー・ロイス

シートンの初代準男爵、サー・フレデリック・ヘンリー・ロイス（Sir Frederick Henry Royce, 1st Baronet of Seaton、1863年3月27日 - 1933年4月22日）は、ロールス・ロイスの創業者の一人で、イギリスの自動車の先駆者である。

## 略歴
イングランドの中東部、ハンティンドンシャーのアルウォルトンで製粉業を営んでいたヘンリー・ジェームス・ロイスの5男として生まれた。4歳の時ヘンリー・ジェームス・ロイスの製粉工場は資金不足から機械化に遅れて倒産、ロンドンへ引っ越したがヘンリー・ジェームス・ロイスは病気となり、フレデリック・ヘンリー・ロイスは9歳で新聞配達として働かざるを得なくなった。この結果11歳まで学校に通えず、また通い始めてからも電報配達の仕事との両立が困難で休みがちであったという。
ヘンリー・ジェームス・ロイスが病死し、親戚で唯一裕福だった叔母の援助を受け、ピーターバラにあったグレート・ノーザン鉄道の機関車工場に1878年就職し、働きながら工場で習ったことを独学で理論化したりフランス語を勉強したりしたが独学に限界を感じて工業専門学校に聴講生として入学、当時最先端の技術で将来性が注目されていた電気に関して熱心に学んだ。
1881年援助してくれていた叔母が亡くなり、再び生活に困窮しリーズに移って小さい工具メーカーに就職したがここで得るものはなく、ロンドンに戻った。電気に関する知識を認められ、エレクトリック・ライティング&パワー・ジェネレーティング・カンパニーに就職し、さらに電気技術の習得に務め、ランカシャー・マキシム・ウェスタン・カンパニーにヘッドハンティングされたがこの会社は転職の1年半後に倒産、それまでに作った貯金20ポンドを元手に電気部品製造会社ロイス&カンパニーを興し、大手電器メーカーにランプホルダーやフィラメントといったパーツを卸すビジネスを始めた。この時エンジニア仲間で裕福な医者の息子だったアーネスト・アレクサンダー・クレアモントに50ポンドを出資させて社長にしたが技術面ではロイスが主導権を握っていた。
1891年にスパークが飛ばず耐久性も高い直流発電機と直流電動機を開発、粉塵爆発の危険を低減できることから製粉工場や石炭鉱山から多数の発注を受け、会社の経営は軌道に乗った。1894年工場は新たな資本家を募って増資し、ミニー・プントという女性と結婚しナッツフォードに家を新築した。また電動クレーンの開発でも成功、1899年には年間純利益が3万ポンドに達した。
1903年にドコービル製の自動車12HPを購入したが激しい振動に満足できず、自動車製造の可能性を考えるようになった。当時電気自動車に過大な期待をかける電気技術者も多かったが、電気に詳しかったロイスは当時の電池事情では走行距離が短く長距離移動ができないことからガソリンエンジンの自動車のビジネスを始めることとした。
ドコービルの構造を元に信頼性と耐久性の向上を主とした改良を加え、1904年4月1日に最初のロイス車が完成しワークショップとロイスの自宅の間の走行実験に成功、社長のクレアモントに2号車、大株主でパーソンズ・ノンスキッド・タイヤ・カンパニーの代表だったヘンリー・エドムンズに3号車を渡して走行実験を続けた。

ヘンリー・エドムンズはオートモビル・クラブ・オブ・グレートブリテン&アイルランドが主催するテストに持ち込み、ここでチャールズ・スチュワート・ロールスがテストドライバーを務め、レーサーだったロールスはもっとスピードの出る車両に興味があったがその優秀性には感銘を受け、この出会いが後のロールス・ロイスの成立に繋がった。
1911年に悪性腫瘍とも言われる病気で倒れて療養生活に入ったが引退したわけではなくこれ以降20年以上に渡り療養先で図面を書き設計チームに適切な助言を与え続けたという。また早くから周囲の技術者を独自の方法で訓練してあったので、死後もロールス・ロイスの伝統には何の変化も起こらなかった。ただその喪に服するためラジエーターのエンブレムが赤から黒に変更された。

### 言葉
完全主義者の努力家としてのポリシーをいくつかの言葉に残し、それらは現代にまで伝わる箴言となっている。
- 「価格が忘れられても、品質は存続する（英語:The quality will remain when the price is forgotten. ）」
- 「われわれが悪い車を作ろうとしてもそれはできない。なぜなら工場の門番がそれを外へ出してはくれないだろうから[2]」
- 「正しくなされしもの、ささやかなりしとも、すべて気高し」（ラテン語:Quidvis recte factum quamvis humile praeclarum ） - 自邸の暖炉の上に刻まれていた言葉[2]。